# Simulium awashense
Simulium awashense es una especie de insecto del género Simulium, familia Simuliidae, orden Diptera.
Fue descrita científicamente por Uemoto, Ogata & Mebrahtu, 1977.